# Mauritshuis (Willemstad)

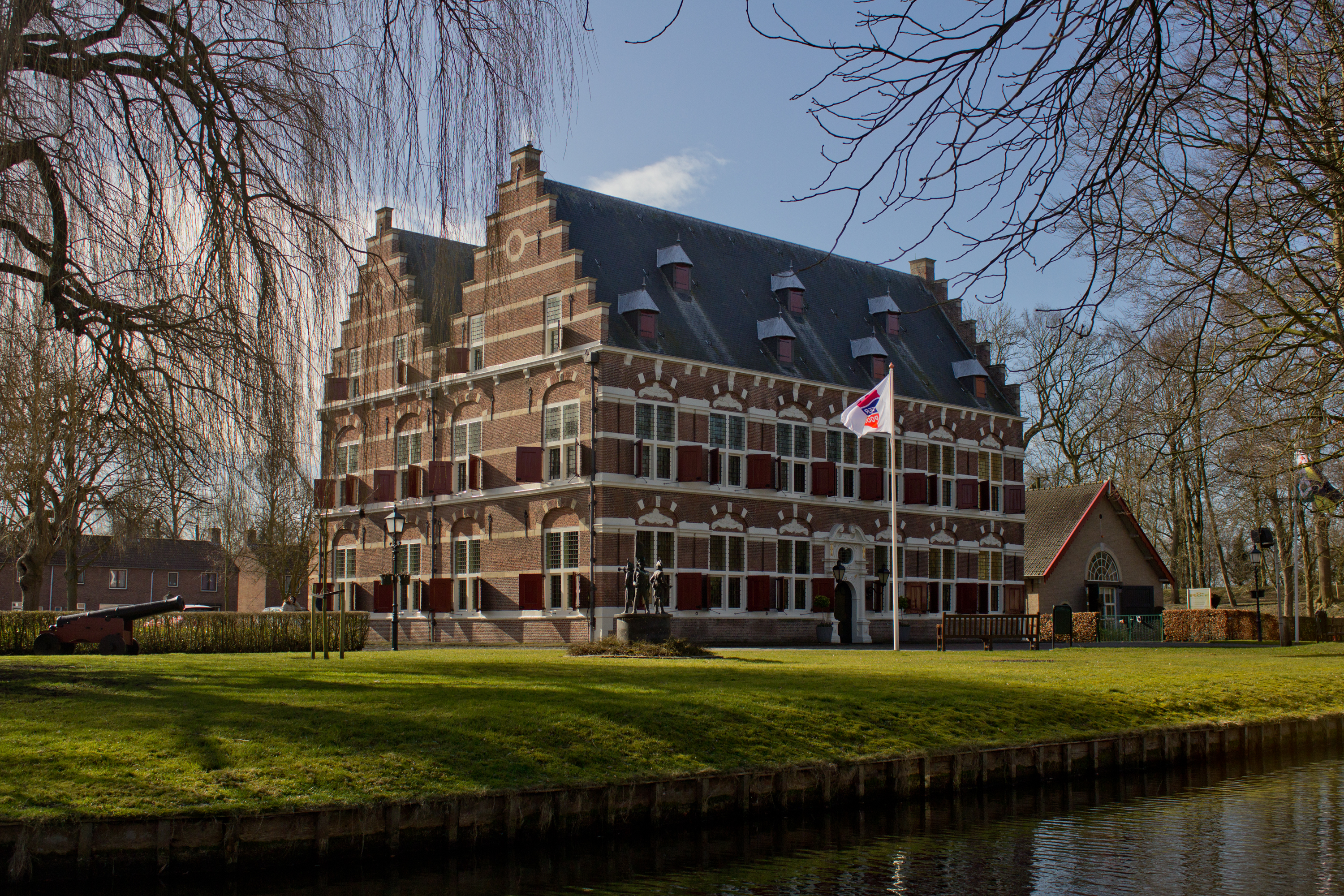
Mauritshuis

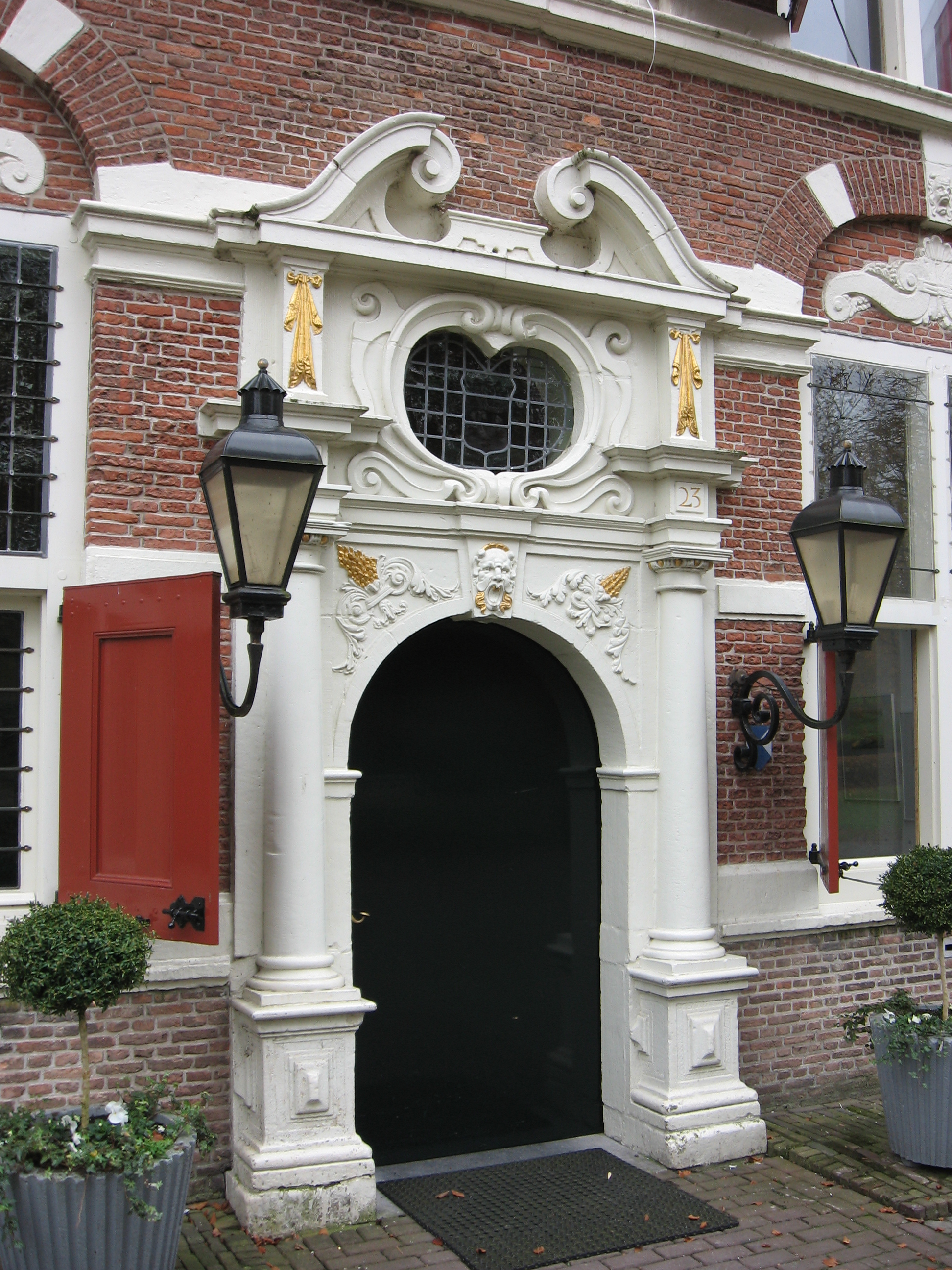
Ingang

Het Mauritshuis in Willemstad werd in 1623 gebouwd in opdracht van Prins Maurits, zoon van Willem van Oranje. Hij liet het gebouw bouwen van "eigen gelden" om te gebruiken als buitenverblijf en jachtslot. Het gebouw kreeg de naam Prinsenhof. De aannemer, toen bouwmeester genoemd was Willem Arentssen van Salen, een meester timmerman uit Den Haag. Het is een gebouw in Hollandse renaissance stijl. Het is een tweebeukig gebouw met trapgevels.
Na het overlijden van prins Maurits, in 1625, kwam het gebouw in handen van de gouverneur van Willemstad. Hij gebruikte het Mauritshuis als woning.
Tijdens een aanval van het Franse leger in 1793 is het gebouw door een bombardement flink beschadigd geraakt. In 1808 werd het door de Franse bezetters al sterk verwaarloosde gebouw nog meer vernield door een zware storm. In 1823 is daarom de bovenste verdieping van de achterste beuk verwijderd. De benedenverdieping werd bedekt met een schuine kap.
Een aantal jaren later, 1827/28, werd het oude Gouvernementsgebouw weer bewoonbaar gemaakt. Niet veel later werd er een militair hospitaal in gevestigd.
In de 20ste eeuw is het pand in gebruik als Marechausseekazerne. Dit was van 1907 tot 1956. Er woonden destijds enkele marechaussees met vrouw en kinderen. In de tijd van de Eerste Wereldoorlog, 1914 t/m 1918, was er op de zolder een Rijkspostduivenstation gevestigd. Ook was een gedeelte van de Marechausseekazerne weer ingericht als hospitaal. Nadat de Marechaussee vertrok is het gebouw bewoond geweest door drie gezinnen.
In 1967 is het pand gekocht van het Rijk door de gemeente Willemstad. De gemeente Willemstad heeft het gebouw grondig gerestaureerd. Bij de restauratie is ook het in 1823 afgebroken achterste gedeelte weer in originele staat gebracht.
Op 15 december 1973 is het gerestaureerde gebouw in gebruik genomen als stadhuis van de gemeente Willemstad. Ook werd het als eerbetoon aan prins Maurits voortaan het Mauritshuis genoemd. Bij de heropening was Koningin Juliana aanwezig. Na de gemeentelijke herindeling, 1997, is het Mauritshuis niet langer in gebruik als gemeentehuis.

## Heden

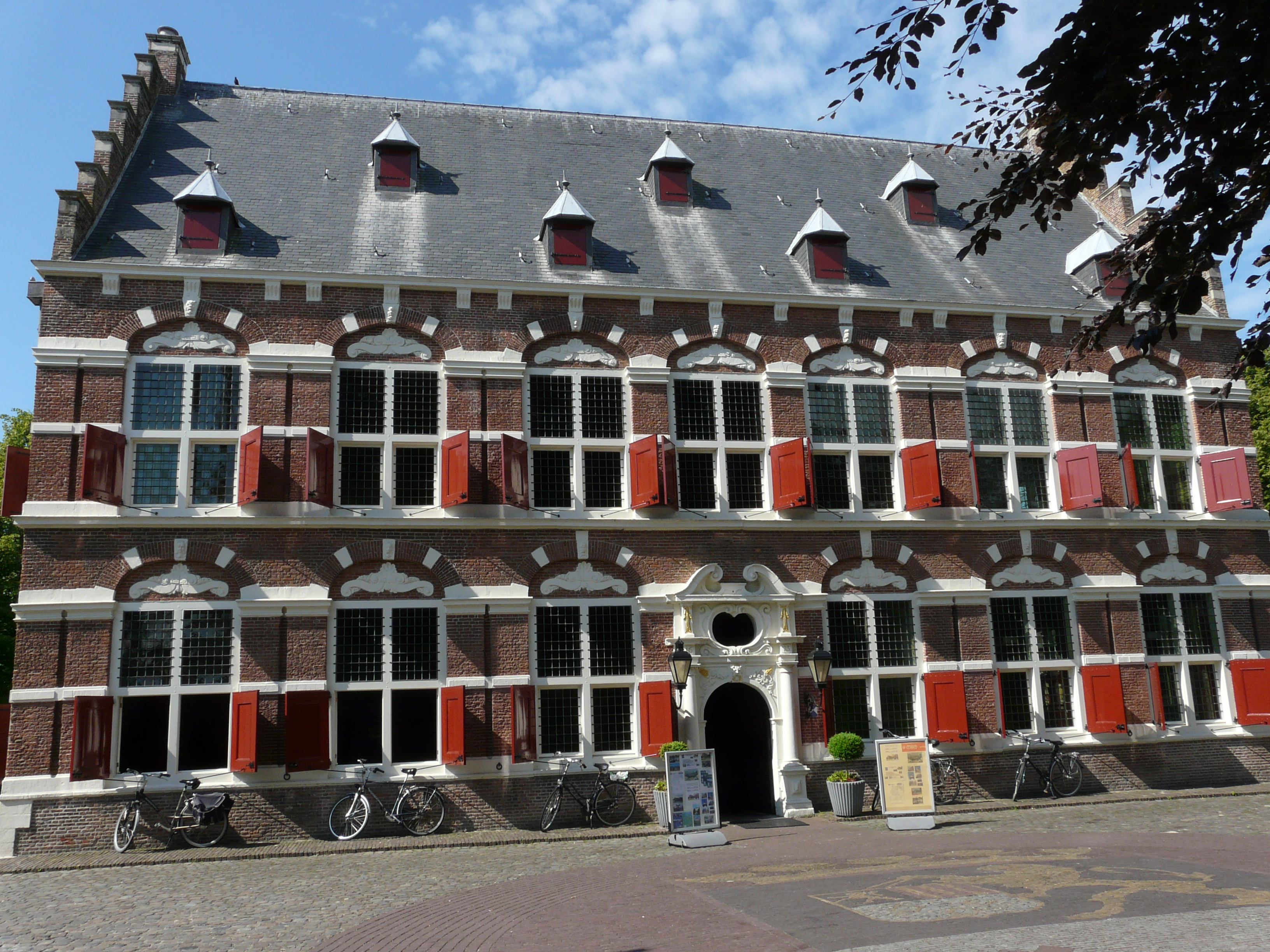

In de 21e eeuw is het Mauritshuis een informatiecentrum geworden voor de Zuiderwaterlinie. Er is toeristische informatie te vinden en er is uitleg over de geschiedenis van Willemstad en de Waterlinie. Op zolder is een grote tentoonstelling van de lokale heemkundekring "de Willemstad" te bezichtigen. Ook is er een "canonkamer", in deze kamer wordt de militaire geschiedenis van Willemstad verteld door middel van een voorstelling. Verder zijn er de Burgemeesterskamer, de Gouverneurskamer en de Raadszaal te bezichtigen.
Omdat het gebouw nog steeds een van de trouwlocaties van de gemeente Moerdijk is trouwen er elk jaar vele koppels in het Mauritshuis.